# Rocío Molina
Rocío Molina Cruz (* 1984 in Torre del Mar) ist eine spanische Flamenco-Tänzerin und Choreografin.

## Leben

### Ausbildung und frühe Auszeichnungen
Rocío Molina begeisterte sich bereits in früher Kindheit für den Tanz. So nahm sie früh Unterricht bei La Trini und dann in der Tanzschule von La Lupi. An den Wochenenden pflegte sie nach Granada zu fahren, um Kurse bei Mariquilla zu besuchen. 1991 trat sie in das Konservatorium für Tanz von Málaga ein und setzte ab 1997 ihre Ausbildung beim Konservatorium in Madrid fort. 2002 schloss sie dort mit Auszeichnung ab.
Schon in der Kindheit und während der gesamten Ausbildung trat sie bei gesellschaftlichen Anlässen und bei Wettbewerben auf. Im Alter von elf Jahren gewann sie den Tanzpreis von Ubrique und mit dreizehn Jahren den von La Línea. 1997 debütierte sie im Teatro Goya in Barcelona. 2001 wurde sie in die Kompanie von María Pagés aufgenommen. Unter anderem nahm sie mit ihr an der Gala de Andalucía im New York City Center teil. Ein Jahr später wurde sie als beste Absolventin beim Certamen de Coreografía y Danza Española y Flamenco in Madrid ausgezeichnet.

### Junge Karriere
2003 trat sie beim Circuito Flamenco in Madrid auf und im Tablao Las Carboneras. Beim Flamenco Festival USA tanzte sie an der Seite von Israel Galván. Auch in Korea trat sie auf.
2004 tanzte sie beim Theaterfestival Don Quijote in Paris und bei der Gala Flamenca in Santander. An der Biennale von Sevilla trat sie in Lo que el tiempo da, lo que el tiempo quita ... unter der Regie von José Luis Ortiz Nuevo auf. Außerdem nahm sie bei dieser Biennale auch am Zyklus +Jóvenes+Flamenco teil.
2005 trat sie beim Flamenco-Festival von Tokio in Las cuatro estaciones von Carmen Cortés auf. Im selben Jahr gründete sie im Alter von 20 Jahren ihre eigene Kompanie. In Vitoria präsentierte ihre erste eigene choreografische Arbeit, die sie gemeinschaftlich mit Carlos Chamorro geschaffen hatte: Mit Tangos, der Guajira und der Soleá enthielt Entre paredes einige der Tänze, die in der bisherigen Laufbahn von Rocío Molina wichtige Rollen gespielt hatten.
Im selben Jahr machte sie mit El eterno retorno, aufgeführt in Vélez-Málaga im Rahmen der Festspiele Málaga en Flamenco, bei Publikum und Kritik Furore. Das Stück beruht auf einer Idee von Juan Carlos Romero, der auch die Musik komponierte. Es setzt sich mit der Zeit und insbesondere mit Friedrich Nietzsches Idee der Wiederkunft alles Geschehenen auseinander und bringt diese in Tänzen und Gesängen zum Ausdruck:
- La máscara del infinito (Die Maske der Unendlichkeit, Soleá)
- El instante (Der Augenblick, Rondeña und Malagueña)
- Todo vuelve (Alles kehrt wieder, Alegrías)
- Detrás de la memoria (Hinter der Erinnerung, Seguiriya)
- El mito, el tiempo (Die Mythos, die Zeit, Lieder von Concha Piquer, vorgetragen von Pasión Vega)
- Zeitgenössischer Pas de deux, getanzt von Rocío Molina und Teresa Nieto
- Finale: De un infinito a otro, (Von Unendlichkeit zu Unendlichkeit, Lied Los cuatro muleros von Federico García Lorca, gefolgt von einer Reihe verschiedener Palos)

2006 war sie eingeladene Tänzerin bei Antonio Canales’ Show Bohemio. In Madrid führte sie Turquesa como el limón auf. Das Stück ist eine humorvolle Auseinandersetzung mit Tradition und Moderne des Flamenco und der Vielfalt seiner ästhetischen Formen und Ideen. Rocío Molina verkörperte darin die Moderne, ihre Partnerin Laura Rozalén die klassische Eleganz im Stil von Juana la Macarrona und Magdalena la Malena. Die Biennale 2006 in Sevilla eröffnete Rocío Molina mit Andalucía, el flamenco y la humanidad.
2007 war ein besonders ereignisreiches Jahr für sie:
- Zum Festival von Jerez brachte sie Almario auf die Bühne. Das Stück ist ein Spiel mit Formen, Farben und Mustern. Die traditionellen Tänze Taranto, Seguiriya, Garrotín und Soleá verband sie mit modernen Formen.[6]
- Zur Biennale von Málaga zeigte sie Por el decir de la gente. Es beruht auf einer Idee von José Luis Ortiz Nuevo und ihr selbst: Sie tanzt zu romantischen Lied-Erzählungen von El Negro del Puerto[7], vorgetragen von den Sängern José Valencia und Juan Requena.[8]
- Sie nahm an der Show Mujeres von Mario Maya teil.[9][10]
- Sie tanzte als eingeladener Gaststar bei der Vorstellung von Miguel Povedas CD Tierra de calma.[9]
- Sie tanzte bei der Hommage an Cano Lobato im Teatro de la Maestranza in Sevilla.[9]

Zur Biennale 2008 in Sevilla präsentierte sie mit ihrer Kompanie Oro viejo. Das Stück ist erneut eine persönliche Auseinandersetzung mit dem Ablauf der Zeit:

«Cada uno tiene un reloj personal que mide el tiempo, y unos van más despacio que otros. Me ha dado cuenta de que mi reloj personal está acelerado, me lo he comido y me he adelantado a muchas cosas. Ahora me he parado, me he sentado en un banco y me he puesto a mirar a los que pasan.»

„Alle haben eine persönliche Uhr, die die Zeit misst, und einige gehen langsamer als andere. Ich habe bemerkt, dass meine persönliche Uhr schneller geht, ich habe die Zeit verzehrt und viele Dinge vorweggenommen. Jetzt habe ich angehalten, mich auf eine Bank gesetzt und auf die Vorbeigehenden geschaut.“

Erneut tanzte sie diese Auseinandersetzung zwischen Gegenwart und Vergangenheit mit Laura Rozalén als Partnerin.

### Leben und Arbeit ab 2009
2009 in Madrid und ein Jahr später zur Biennale in Sevilla präsentierte sie Cuando las piedras vuelen. Mit dem Stück setzte sie einen Wendepunkt: weg von der Inszenierung mit einem großen Ensemble zu einfacheren, kleineren Formen.
Danzaora y vinática von 2010 steht für den Anspruch Rocío Molinas, sich von einer Bailaora (einer Flamencotänzerin), zur Danzaora, der universellen Tänzerin, weiterentwickelt zu haben. Danzaora y vinática ist ein semiabstraktes Stück, in dem Rocío Molina dank ihrer perfekten Körperbeherrschung das Publikum mit Tempo und überraschenden Wendungen beeindruckte. Elemente aus Flamenco, Ausdruckstanz im Anklang an Martha Graham, Hip-Hop und andere Tanzformen verbinden sich miteinander.
An Bosque Ardora, zur Biennale 2014 in Sevilla aufgeführt, arbeitete Rocío Molina ihren eigenen Angaben zufolge zwei Jahre. Das Stück spielt in einem mystischen Wald. Eine Tänzerin, Rocío Molina, und sechs Tänzer treten auf. Sie ist abwechselnd die Jägerin und die Gejagte, die Reiterin, die von den Jägern und ihren Hunden verfolgt wird. Auf der halbdunklen Bühne stehen echte Bäume. Eine große Geräuschkulisse, verursacht von Schlagzeug, Posaunen, Gesängen, absichtlichen Dissonanzen, sowie audiovisuelle Effekte verstärken den dramatischen Eindruck.
Afectos von 2014 ist eine emotionale Begegnung von Rocío Molina und der Sängerin Rosario la Tremendita. Zu Kompositionen von Pablo Martín werden erneut die verschiedensten Musik- und Tanzrichtungen miteinander verbunden, von Flamenco über Jazz und Barockmusik bis zu Hip-Hop und Butoh.
2015 tanzte sie in Felahikum, einer Synthese aus Flamenco und Hip-Hop. Im Zusammenspiel mit ihrer Partnerin Honji Wang konfrontieren sich die beiden Tanzstile gegeneinander und verschränken sich miteinander. Das Stück ist formenreich, dabei jedoch geometrisch-nüchtern gehalten. Die Tänzerinnen sind ganz in Schwarz und Weiß gekleidet. In einer phantasievollen Szene spielen sie mit einem schwarzen Tülltuch, das von den Ventilatoren auf der Bühne in die Luft gehoben wird. Seit 2015 ist sie assoziierte Künstlerin am Pariser Théâtre Chaillot.
Bei der Biennale von Sevilla 2016 beeindruckte sie mit einer Improvisation von vierstündiger Dauer.
Caída del Cielo von 2017 entwickelte sie in Zusammenarbeit mit Carlos Marqueríe für das Théâtre Chaillot. Die Kraft des Stückes gründe sich in ihren Eierstöcken, ihrem Uterus, beschrieb sie drastisch dessen Intention:

«Esta obra es el viaje o descenso o tránsito de una mujer desde un cuerpo en equilibrio a un cuerpo que celebra ser mujer.»

„Diese Arbeit ist die Reise oder der Abstieg oder Übergang einer Frau von einem Körper im Gleichgewicht zu einem Körper, der feiert, Frau zu sein.“

Das Stück ist voller literarischer Anspielungen, vom Hohenlied bis zu Francisco de Goyas Caprichos, von der grotesken Kunst bis Teresa von Ávila. Mit dem Stück trat sie 2017 auch beim Berliner Tanz im August auf.
Beim Festival von Avignon im Juli 2018 präsentierte sie sich in Grito Pelao schwanger auf der Bühne. In dem Stück setzte sie sich persönlich mit ihrem Wunsch auseinander, dem Wunsch einer lesbischen Frau und Tänzerin nach Mutterschaft, und dem schwierigen Weg dorthin. Ihre Partnerinnen auf der Bühne waren Pérez Cruz sowie Rocío Molinas Mutter Lola Cruz, eine Hausfrau, die damit den ersten Bühnenauftritt ihres Lebens hatte. Auf der Schwelle zum siebten Schwangerschaftsmonat trat sie im September 2018 nochmals in Grito Pelao bei der Biennale von Sevilla auf. Gegen Ende 2018 brachte sie ihre Tochter Juana zur Welt. Nach ihrer Mutterschaftspause trat sie im März 2019 erneut auf die Bühne. Im April 2019 trat sie mit Caída del Cielo in Düsseldorf auf.
Im Januar 2022 wurde sie mit dem Silbernen Löwen der Biennale von Venedig für ihre Choreografie Confesión de la carne ausgezeichnet. Sie ist die erste Flamenco-Tänzerin, die je mit diesem Preis ausgezeichnet wurde. Das Preisgericht unter Leitung von Wayne McGregor würdigte sie mit den Worten:

“Le coreografie di Rocío Molina, avant-garde, singolari e di una potenza innata, fondono il flamenco tradizionale con gli stili della danza moderna e impulsos – improvvisazioni che caratterizzano il suo alfabeto coreutico. Molina, infatti, ha coniato un suo personale linguaggio artistico basato sulla ricalibratura del flamenco tradizionale che ne rispetta l’essenza pur accogliendo ciò che è autenticamente nuovo. Radicalmente libera, nei suoi lavori Molina unisce virtuosismo tecnico, ricerca contemporanea e rischio intellettuale. Le sue coreografie sono eventi scenici che non temono l’incontro con altre discipline e altri artisti, basandosi su idee e forme culturali che vanno dal cinema alla letteratura, dalla filosofia alla pittura.”

„Rocío Molinas avantgardistische, einzigartige und kraftvolle Choreografien verschmelzen den traditionellen Flamenco mit Formen des modernen Tanzes, Impulsen und Improvisationen, die ihr choreografisches Alphabet kennzeichnen. Molina hat tatsächlich ihre eigene künstlerische Sprache geprägt, die auf der Rekalibrierung des traditionellen Flamenco beruht, die sein Wesen respektiert und gleichzeitig das authentisch Neue willkommen heißt. In radikaler Freiheit verbindet Molina in ihren Arbeiten technische Virtuosität, aktuelle Forschung und intellektuelles Risiko. Ihre Choreografien sind szenische Ereignisse, die die Begegnung mit anderen Disziplinen und Künstlern nicht scheuen und auf Ideen und kulturelle Formen fußen, die von Kino bis Literatur, von Philosophie bis Malerei reichen.“

## Rezeption
Bereits im Alter von Mitte 20 war Rocío Molina als technisch perfekte Tänzerin von großer Kreativität und Originalität anerkannt:

«Paso a paso, espectáculo tras espectáculo, ha ido ganando en riqueza y complejidad. Ahora hace un baile técnicamente impecable, imaginativo, sorprendente en forma y figuras. (…) Un baile ambicioso, sofisticado y de una creatividad deslumbrante, con el (…) ha llegado a sus veintipocos años a la élite del baile flamenco.»

„Schritt für Schritt, Show für Show, hat sie an Reichtum und Komplexität gewonnen. Heute zeigt sie technisch perfekten Tanz, phantasievoll und überraschend in Form und Figuren. (…) Ein ehrgeiziger, raffinierter Tanz von strahlender Kreativität, mit dem sie, (…) kaum älter als 20 Jahre, in die Elite des Flamenco aufgestiegen ist.“

Mit ihren späteren Arbeiten entwickelte sie sich zur Avantgardistin. Dies äußert sich in der Kleidung, in den musikalischen Formen, und in den Bewegungen, beispielsweise in der Brechung der Flamenco-typischen Vertikalen durch Stürze. Anhänger des traditionellen Flamenco kritisieren dies, während es in der spanischen und internationalen Kritik gewürdigt wird:

«Para acordarse del pasado, Rocío Molina está haciendo el flamenco más contemporáneo.»

„Um an die Vergangenheit zu erinnern, macht Rocío Molina den Flamenco zeitgemäßer.“

«Para muchos amantes del flamenco innovador Rocío Molina es el equivalente femenino del aplaudido bailaor vanguardista, Israel Galván.»

„Für viele, die den Flamenco lieben, ist die Erneuerin Rocío Molina das weibliche Gegenstück zum gefeierten Avantgardisten Israel Galván.“

“Rocio Molina is nothing less than a chameleon. One minute exquisite flamenco interpreter, the next a puppet, a doll, a Hindu deity, a hoofer, a bone breaker, a hip-swaying woman, a stone statue. (...) While Molina is a virtuosic technician, she is not your typical flamenco dancer. Some traditionalists have criticised her conceptual, multi-disciplined approach to flamenco, but Molina has earned the right to break the rules as only a master can.”

„Rocío Molina ist ein vollendetes Chamäleon. Für eine Minute exquisite Flamenco-Interpretin, dann eine Marionette, eine Puppe, eine Hindu-Gottheit, eine Steptänzerin, eine Knochenbrecherin, eine hüftschwingende Frau, eine Statue aus Stein. (....) Molina ist eine virtuose Technikerin, aber sie ist nicht die typische Flamencotänzerin. Einige Traditionalisten haben ihren konzeptionellen, multidisziplinären Ansatz beim Flamenco kritisiert, aber Molina hat sich das Recht verdient, die Regeln zu brechen, wie es nur eine Meisterin darf.“

“Convention does not suit Molina, who has managed to create a choreographic language entirely her own. She’s famous for restricting her clean footwork to smaller and smaller spaces, most recently dancing on a single floor tile. She at times seems to deconstruct her body and reconstruct it in beautifully disjointed ways: a pointed foot, a lifted knee touching a bent elbow, a limp hand swinging on a smoothly rotating arm. She’s done away with colorful traditional flamenco clothing, opting to wear black spandex leggings and tops, a choice inspired by her enjoyment of watching flesh move.”

„Konvention passt nicht zu Molina, die ihre völlig eigene choreografische Sprache schuf. Sie ist berühmt dafür, ihre makellose Fußtechnik auf immer kleinere Flächen zu beschränken, bis sie jüngst auf einer einzigen Fußbodenkachel tanzte. Manchmal scheint sie ihren Körper zu dekonstruieren und in anmutig zerlegter Weise neu zu konstruieren: ein spitzer Fuß, ein angehobenes Knie, das einen gebeugten Ellbogen berührt, ein schlaffe Hand, die an einem sanft rotierenden Arm schaukelt. Sie verschmäht die farbenfrohe traditionelle Flamencokleidung, entschied sich für schwarze elastische Leggings und Tops, weil es ihr gefällt, das Fleisch in Bewegung zu sehen.“

Die Tageszeitung El Mundo listete sie 2018 in der Aufstellung Orgullo Gay als eine der 15 einflussreichsten Lesben Spaniens.

## Auszeichnungen
Rocío Molina wurde im Laufe ihrer Karriere mit einer Reihe von Ehrungen ausgezeichnet:
- 2002 beste Absolventin beim Certamen de Coreografía y Danza Española y Flamenco in Madrid.[1]
- 2007 Premio Revelación El Público von Canal Sur Radio für die beste Show Turquesa como el Limón.[41]
- 2007 Preis Deflamenco.com für die beste Tänzerin 2007.[41]
- 2008 Giraldillo von Sevilla für die beste Choreografie für Oro viejo.[3]
- 2009 Preis der Cátedra de Flamencología de Jerez für Oro viejo.[42]
- 2010 Premio Nacional de Danza.[42]
- 2011 Goldmedaille der Provinz Málaga.[43]
- 2015 Premio Max für Bosque Ardora.[44]
- 2016 Giraldillo von Sevilla für die beste Tänzerin.[45]
- 2017 Premio Max für die beste Tänzerin, beste Choreografie und beste Beleuchtung für Caída del Cielo.[46]
- 2019 UK National Dance Award als herausragende moderne Tänzerin in Caída del Cielo.[47]
- 2019 Premio Max für Grit Pelao.[48]
- 2022 Silberner Löwe bei der Biennale von Venedig.[2]